# الله‌آباد (بخش مرکزی سیرجان)
الله‌آباد یک روستا در ایران است که در دهستان چهارگنبد شهرستان سیرجان واقع شده‌است. الله‌آباد ۳۹ نفر جمعیت دارد.